# Spoorlijn Charleval - Serqueux
De Spoorlijn Charleval - Serqueux was een Franse spoorlijn van Charleval naar Serqueux. De lijn was 35,9 km lang en heeft als lijnnummer 344 000.

## Geschiedenis
De lijn werd in gedeeltes geopend door de Compagnie des chemins de fer de l'Ouest, van Charleval naar Vascœuil op 13 juli 1907 en van Vascœuil naar Serqueux op 9 juli 1910. Personenvervoer werd opgeheven op 2 oktober 1938. Goederenvervoer op het centrale gedeelte tussen Croisy-sur-Andelle en Nolleval-La Feuillie werd gestaakt op 1 augustus 1955. Op de rest van de lijn tussen Charleval en Croisy-sur-Andelle en tussen Nolleval-La Feuillie en Serqueux werd opgeheven op 3 november 1969. Daarna is de lijn opgebroken.

## Aansluitingen
In de volgende plaatsen is of was er een aansluiting op de volgende spoorlijnen:
Charleval
RFN 342 000, spoorlijn tussen Gisors-Embranchement en Pont-de-l'Arche
Serqueux
RFN 321 000, spoorlijn tussen Saint-Roch en Darnétal-Bifurcation
RFN 330 000, spoorlijn tussen Saint-Denis en Dieppe
RFN 345 300, raccordement van Serqueux-Sud

## Galerij

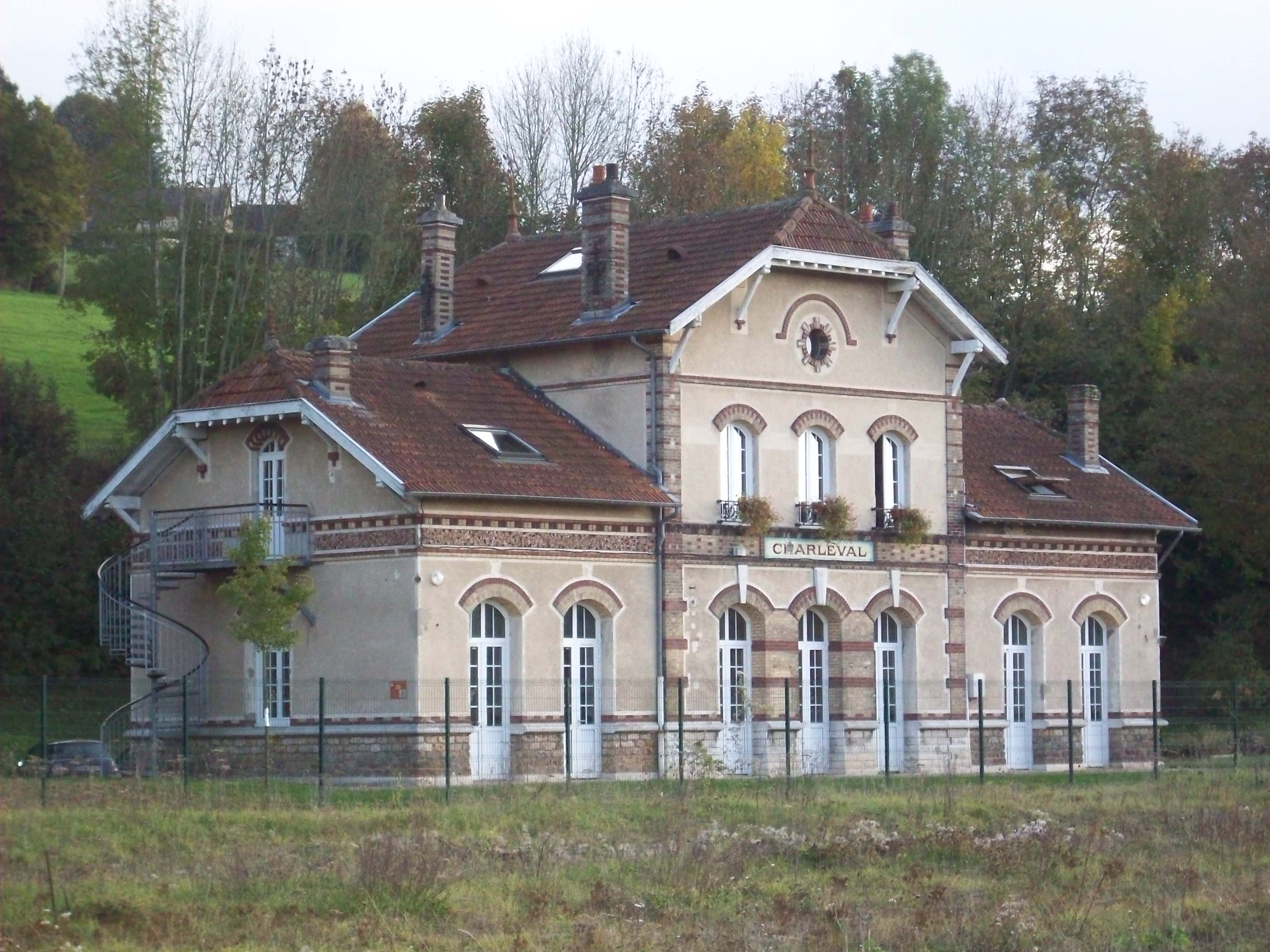
Station Charleval
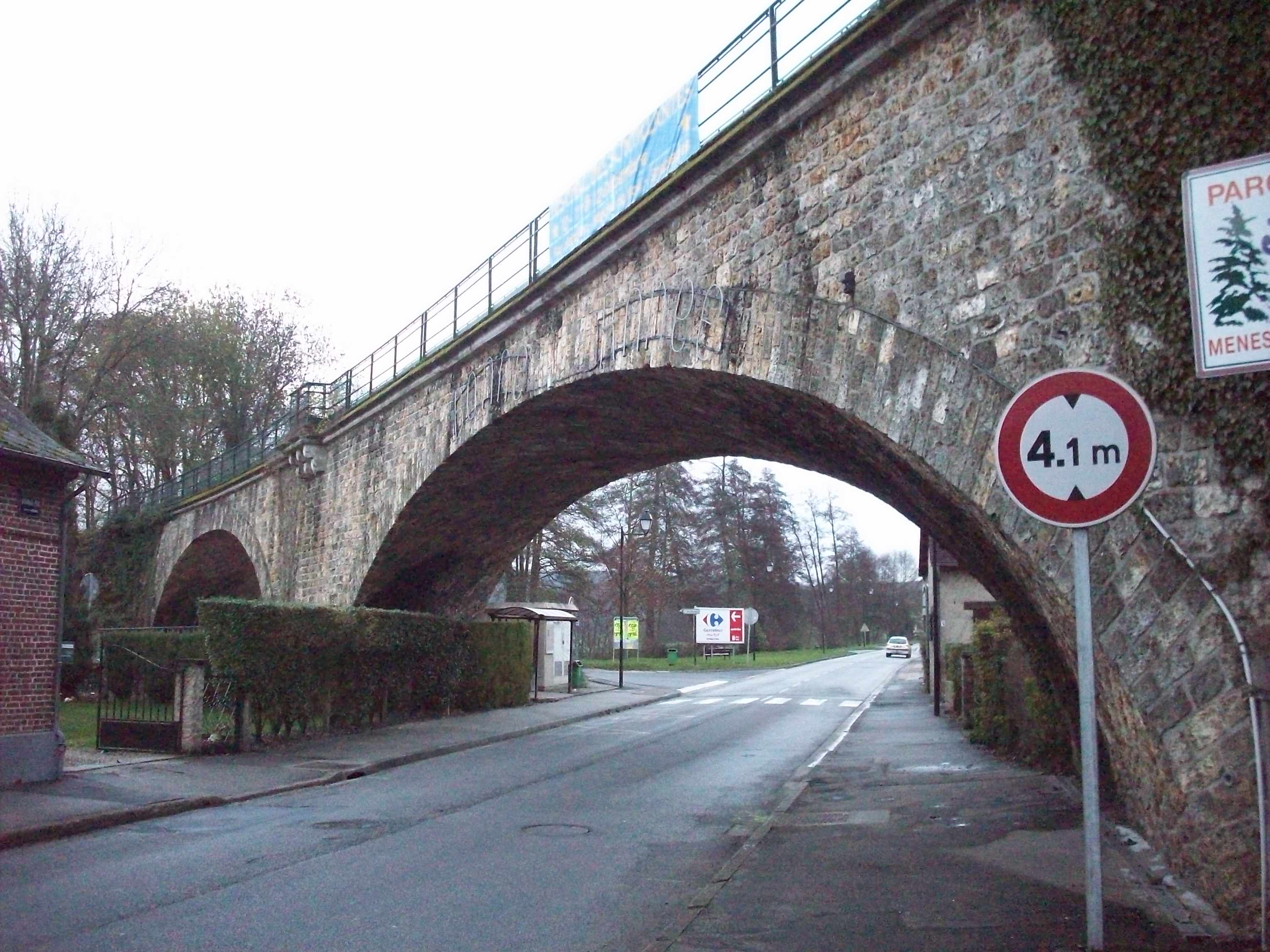
Viaduct van Charleval
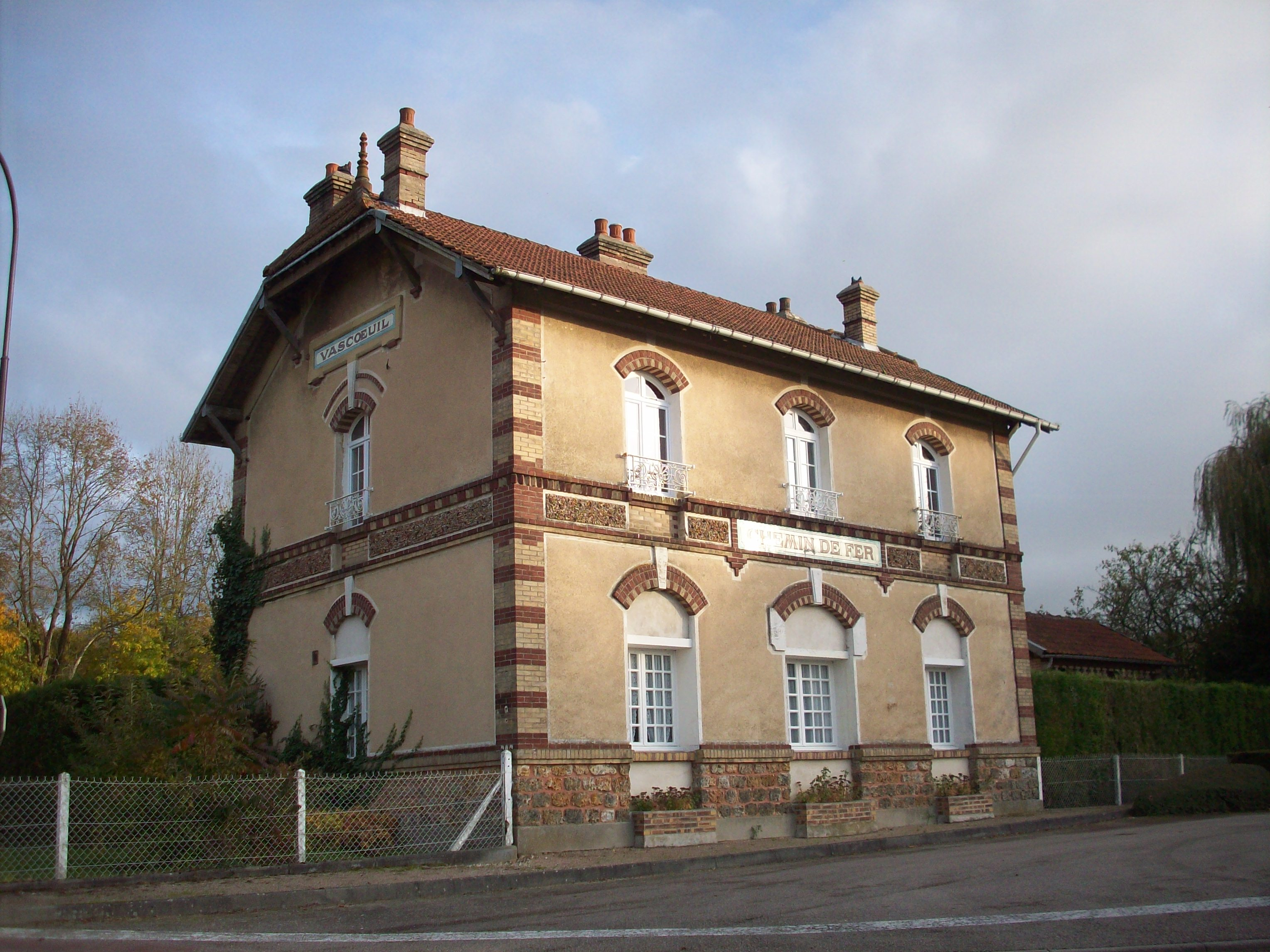
Station Vascœuil
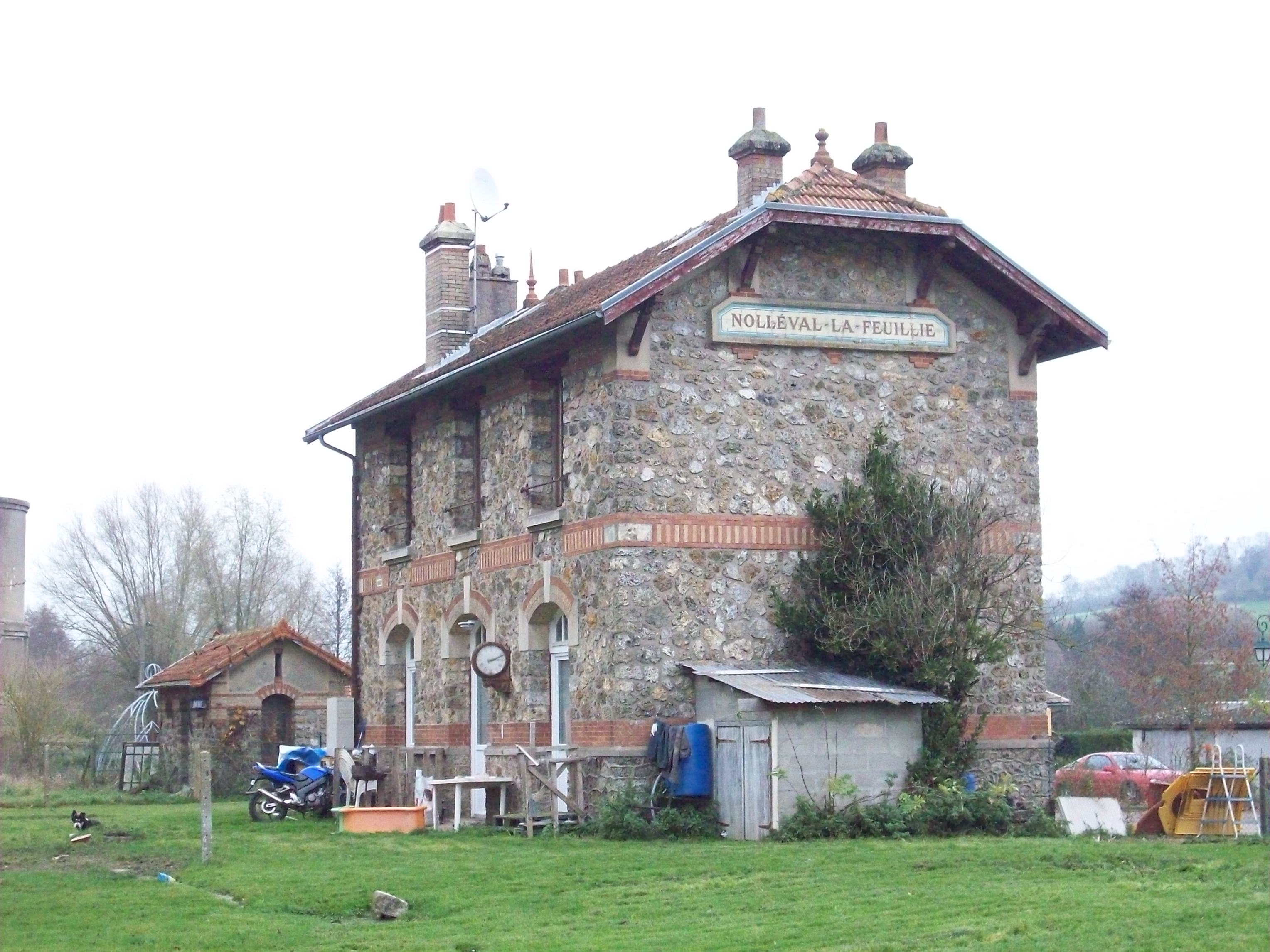
Station Nolléval-La Feuillie
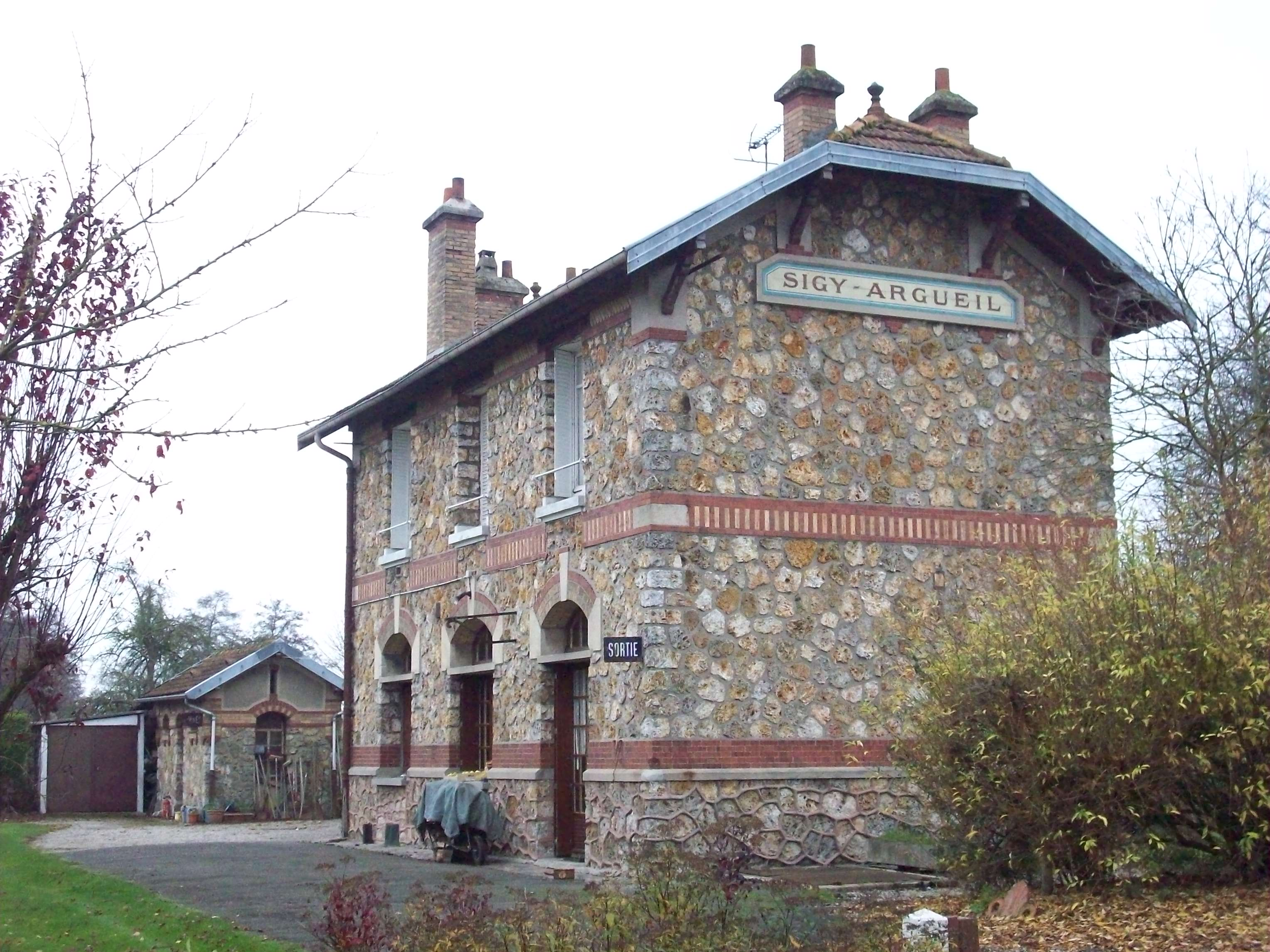
Station Sigy-Argueil